# استقطاب إهليجي
استقطاب إهليجي لدى انتشار موجة كهرومغناطيسية مستوية وحيدة اللون (وحيدة الطول الموجي)، يرسم الشعاع الكهربائي عبر تغير طويلته في المستوي العمودي على اتجاه الانتشار شكلاً إهليلجياً يدعى إهليلج الاستقطاب. وبالتالي نستطيع تعريف حالات الاستقطاب باستقطاب إهليلجي كحالة عامة، واستقطاب خطي أو دائري كحالات خاصة من الإهليلجي.
يوصف إهليلج الاستقطاب من خلال ثلاث قيم : إهليلجيته (نسبة B إلى A)، اتجاهه ويسمى اتجاه الاستقطاب وتمثله الزاوية {\displaystyle theta}، وجهة دورانه h:يميني أم يساري.